# 本山香苗
本山 香苗（もとやま かなえ、1988年10月19日 - ）は、日本の元グラビアアイドル、女性タレント、女優。京都府出身。元エイベックス・マネジメント所属。2010年引退。

## 略歴
2009年
- 6月、雑誌『週刊プレイボーイ』とavexのグラビアアイドル発掘企画「TOP OF GRAVURE」準グランプリ受賞[1]。

2010年
- 2月、テレビ番組『イツザイS』の企画で同賞受賞者の丸高愛実、葵マリカとアイドルユニット「3娘1」（ミコイチ）を結成。
- 5月23日、3娘1ライブイベント（『イツザイS』5月30日放送）にて芸能界引退を発表[2]。
- 6月をもって所属事務所HPから名前が消える。

## 人物
- 特技：ヨガ、ネイル、フィギュア・珍小物集め
- 趣味：テニス
- 利き手は字を書くのは右手、絵を描くときとメイクするときは左手というように動作によって使い分けるクロスドミナンス。
- ベティちゃんグッズを収集している。
- 母親はブティック経営と服飾デザイナーをしている。

## 出演

### テレビ番組

#### ドラマ
- 東京DOGS 第5話（2009年11月16日、フジテレビ） - モデル役

#### バラエティー
- TOP OF GRAVURE（2010年1月1日、2月1日、3月1日、エンタ!371） - レギュラー※プレ放送含む3回で放送休止
- イツザイS（2010年2月 - 5月、テレビ東京） - レギュラー
- 志村屋です。（2010年2月3日、フジテレビ） - 志村診察室ゲスト
- よゐこ部 写真部（2010年3月9日、毎日放送）

### 映画
- avexニュースター・シネマ・コレクションVol．2 『カスタードプリン』（2010年5月、エイベックス）

### ラジオ
- tre-sen（2009年06月11日、FMヨコハマ）
- CATCH OF SUMMER（2009年8月10 - 14日、FMヨコハマ）

### PV
- DigiCut 『Tear Drop』（2010年4月）

### WEB
- 即席恋人 第1回（2009年9月、BeeTV）
- New Face Beauties（2009年10月24日 - 、B.L.T.Mobile）
- 恋のABeeC大事典 25話〜36話（2009年12月、BeeTV）

### 雑誌
- ヤングガンガン（2010年7号） - 3娘1

### イベント
- 3娘1 解散ライブ（2010年5月23日、ラ チッタデッラ中央噴水広場）

## リリース作品

### DVD
- 空と海と君とボクと。（2010年2月19日、竹書房）

### CD
- SUPER EUROBEAT VOL.200 『Nyan Nyan World』（2010年1月1日、エイベックス） - TOP OF GRAVURE